# Margareta av Soissons
Margareta av Soissons, född 1300-talet, död 1381, var en drottning av Armenien som gift med kung Levon VI av Armenien.
Hon var Armeniens sista drottning. 